# Adesmia securigerifolia
Adesmia securigerifolia es una especie de planta floral del género Adesmia, categorizada en la tribu Dalbergieae, de la familia Fabaceae.

## Distribución
Especie nativa de América del Sur: Argentina y Brasil. Crece en el bioma subtropical.

## Taxonomía
Fue descrita por Herter.
Tratamiento taxonómico
La especie aparece registrada y publicada en Candollea 10: 87 (1943).